# 亀新フィーバー
亀新フィーバー（かめしんフィーバー）とは1992年にそれまで5年間で最下位4度と低迷していた阪神タイガースが、亀山努と新庄剛志の「亀新コンビ」などの活躍により、阪神ファンを熱狂させたことである。
この年は6年ぶりにシーズン後半まで優勝争いを演じ、最終的にはAクラスの2位となった。主催試合の入場者数は前年の180万人台から日本一となった1985年をも上回る約285万人に増えた。

## 躍進の背景と由来
このシーズンの中村勝広監督率いる阪神の躍進の一因は、前年までにある程度実力と数の揃いつつあった投手陣にある。シーズン前に行われた本拠地・阪神甲子園球場のラッキーゾーン撤去はその投手力をさらに後押しするものであった。仲田幸司・湯舟敏郎・中込伸・野田浩司ら防御率2点台の先発陣に加え、2年目の田村勤がリリーフとして大きな働きを見せた。
また、このシーズン前に横浜大洋ホエールズから獲得したジム・パチョレックは勝負強い打撃で、前年から加入したトーマス・オマリーとあわせて攻撃力を向上させた。新人では、久慈照嘉が高い守備力でベテランとなっていた平田勝男に代わって遊撃手に定着した。
こうしたチーム力の向上に加えて、前年まで一般にはまったく無名だった亀山・新庄という二人の若手外野手が大きく脚光を浴び、注目されることになった。無名だった彼らが抜擢された背景には、上記のラッキーゾーン撤去により、外野手の守備力向上や、走塁を中心とした機動力が求められていた点が挙げられる。
亀山は開幕から一軍で起用され、果敢なヘッドスライディングで大きくアピールした。そして、4月25日の対中日ドラゴンズ4回戦で中村監督が亀山を岡田彰布の代打に起用したことは、世代交代を告げるものとして話題となった。
一方、新庄は5月26日の対大洋6回戦にオマリーの負傷欠場でスタメン起用され、その最初の打席の初球でプロ初本塁打を放つ。これがきっかけになって新庄も一軍に定着するようになる。とりわけ、優勝争いが山場を迎えていた9月16日の対広島東洋カープ26回戦で0-0の8回、2死満塁のピンチに山崎隆造の右中間を破りそうな当たりをダイビングキャッチで救った後、大野豊からサヨナラ本塁打を決めたことで、ヒーローとしての人気を不動のものとした。
この日のヒーローインタビューで新庄は「優勝」を口にした。しかし、その後の阪神は優勝争いから下降しはじめ結局2位でシーズンを終えた。最終的には「抑えの切り札」であった田村の故障による離脱が響いて、シーズン最終戦の1試合前となる131試合目でヤクルトスワローズに優勝を奪われたものの、終盤までの優勝争い・6年ぶりのAクラス（読売ジャイアンツと同率2位）という結果は多くの阪神ファンを熱狂させることとなった。
以上のように、チームの躍進には複数の要素が絡んでおり、亀山・新庄二人の活躍だけではない。しかし、その中で「まったく無名だった選手が頭角を現し、鮮烈な印象を残した」という点でこの二人は際だっており、そのことがこのような呼び方として語られる結果になった。

## 企画展「1992年の虎戦士たち」
阪神球団は当シーズンの印象的な試合を写真や展示品で振り返る企画展を甲子園歴史館にて2012年4月6日より7月22日まで開催した。